# Miconia calophylla
Miconia calophylla är en tvåhjärtbladig växtart som först beskrevs av David Don, och fick sitt nu gällande namn av José Jéronimo Triana. Miconia calophylla ingår i släktet Miconia och familjen Melastomataceae. IUCN kategoriserar arten globalt som sårbar. Inga underarter finns listade i Catalogue of Life.